# Tomatares striolatus
Tomatares striolatus là một loài côn trùng trong họ Myrmeleontidae thuộc bộ Neuroptera. Loài này được Stitz miêu tả năm 1912.